# Симроу, Ванесса
Ванесса Симроу (англ. Vanessa Semrow; род. 13 ноября, 1984 года) — американская модель и победительница конкурса красоты Юная мисс США 2002.

## Биография
Первую победу одержала в региональном конкурсе красоты Юная мисс Висконсин. На мероприятии почтили память Террористическому акту 11 сентября 2001 года. В августе 2002 года, представила родной штат на конкурсе красоты для подростков Юная мисс США 2002.
Представляла Miss Universe Organization и проживала в Trump apartment, в Нью-Йорке. Первая обладательница титула, которая работала с полным рабочим днём Посетила Кувейт и Саудовскую Аравию в ходе тура USO, где собирали деньги в благотворительных целях и приняли участие в мероприятиях со знаменитостями. 13 августа 2003 года, передала корону следующей победительнице Юной мисс США — Тами Фаррелл.